# Simon Kochen
Simon Bernhard Kochen (* 14. August 1934 in Antwerpen) ist ein US-amerikanischer Mathematiker, der sich mit Zahlentheorie, Logik (Modelltheorie) und Quantenmechanik beschäftigt. Er ist emeritierter Professor an der Princeton University.
Kochen wurde 1958 an der Princeton University bei Alonzo Church promoviert (Ultrafiltered Products and Arithmetical Extensions). Er ist seit 1967 in Princeton, wo er seit 1994 Henry Burchard Fine Professor für Mathematik war. 1989 bis 1992 war er Chairman des Departments. 1966/7 und 1978/9 war er am Institute for Advanced Study.
1967 erhielt er mit James Ax den Colepreis für Zahlentheorie für ihre Arbeit von 1965/66 über die Lösbarkeit von Polynomen in den {\displaystyle p}-adischen Zahlen.
1967 bewies er das Kochen-Specker-Theorem in der Quantenmechanik. 2004 bewies er mit John Horton Conway das „Free Will Theorem“, das anschaulich besagt, dass falls beim Experimentator auch nur eine geringe Form freien Willens (nicht vorherbestimmten Verhaltens) vorhanden ist, dies auch für alle Elementarteilchen gilt.